# Zimowe Igrzyska Olimpijskie Młodzieży 2012
1. Zimowe Igrzyska Olimpijskie Młodzieży – pierwsze w historii zimowe igrzyska olimpijskie młodzieży były rozgrywane w Innsbrucku między 13 i 22 stycznia 2012 roku. Decyzję o przyznaniu praw do organizacji Międzynarodowy Komitet Olimpijski podjął 12 grudnia 2008 roku. Austriackie miasto pokonało stosunkiem głosów 84:15 kandydaturę fińskiego Kuopio. W zawodach brała udział młodzież w wieku od 14 do 19 lat.

## Ambasadorowie
Międzynarodowy Komitet Olimpijski dokonał wyboru pięciu sportowców zimowych, mianowanych ambasadorami 1. Zimowych Igrzysk Olimpijskich Młodzieży 2012. Zostali nimi łyżwiarka figurowa Kim Yu-na (Korea Południowa), narciarze alpejscy Lindsey Vonn (USA) i Benjamin Raich (Austria), narciarz stylu dowolnego Kevin Rolland (Francja) oraz hokeista Sidney Crosby (Kanada, kapitan drużyny NHL, Pittsburgh Penguins).

## Państwa – uczestnicy
Lista reprezentacji poszczególnych państw na Zimowych Igrzyskach Olimpijskich Młodzieży 2012 w Innsbrucku. Zgodnie z wytycznymi MKOL tylko młodzież w wieku od 14 do 19 lat mogła uczestniczyć w zimowych igrzyskach olimpijskich młodzieży. Kryteria kwalifikacji uczestnictwa w igrzyskach są określane przez narodowe komitety olimpijskie oraz przez FIS. Do zimowych igrzyskach olimpijskich młodzieży zostało zgłoszonych łącznie 69 państw.
Lista alfabetyczna państw uczestniczących, w nawiasach podano liczbę zawodników:
| - Andora (4) - Argentyna (5) - Armenia (3) - Australia (13) - Austria (81) - Belgia (7) - Białoruś (16) - Bośnia i Hercegowina (4) - Brazylia (2) - Bułgaria (11) - Chile (5) - Chiny (23) - Chorwacja (9) - Cypr (1) - Czarnogóra (1) - Czechy (24) - Dania (5) - Erytrea (1) - Estonia (17) - Filipiny (2) - Finlandia (42) - Francja (29) - Grecja (3) - Gruzja (2) | - Hiszpania (9) - Holandia (18) - Indie (1) - Iran (3) - Irlandia (1) - Islandia (3) - Japonia (33) - Kajmany (1) - Kanada (52) - Kazachstan (38) - Kirgistan (1) - Korea Południowa (28) - Liban (2) - Liechtenstein (2) - Litwa (6) - Łotwa (16) - Luksemburg (1) - Macedonia Północna (2) - Maroko (1) - Meksyk (1) - Mołdawia (1) - Monako (3) - Mongolia (2) - Nepal (1) | - Niemcy (54) - Norwegia (28) - Nowa Zelandia (15) - Peru (1) - Polska (19) - Południowa Afryka (1) - Rosja (67) - Rumunia (22) - San Marino (1) - Serbia (2) - Słowacja (30) - Słowenia (21) - Stany Zjednoczone (57) - Szwajcaria (26) - Szwecja (35) - Chińskie Tajpej (4) - Turcja (4) - Ukraina (23) - Uzbekistan (1) - Węgry (9) - Wielka Brytania (24) - Włochy (41) |

## Rozgrywane dyscypliny
Uczestnicy pierwszych zimowych igrzysk młodzieży w Innsbrucku w 2012 roku rywalizowali w 63 konkurencjach, w 15 dyscyplinach sportowych.
| - Biathlon (5) - Biegi narciarskie (5) - Bobsleje (2) - Curling (2) - Hokej na lodzie (4) - Kombinacja norweska (1) - Łyżwiarstwo figurowe (5) - Łyżwiarstwo szybkie (8) | - Narciarstwo alpejskie (9) - Narciarstwo dowolne (4) - Saneczkarstwo (4) - Short track (5) - Skeleton (2) - Skoki narciarskie (3) - Snowboard (4) |

### Kalendarz
W poniższym kalendarzu zaprezentowano dni, w których rozdane zostały medale w danej konkurencji (żółty kolor), rozegrane zostały eliminacje (niebieski kolor), ceremonia otwarcia (zielony) i zamknięcia igrzysk (czerwony).
| Styczeń 2012          | 12 C | 13 P | 14 S | 15 N | 16 P | 17 W | 18 Ś | 19 C | 20 P | 21 S | 22 N | Złote medale |
| --------------------- | ---- | ---- | ---- | ---- | ---- | ---- | ---- | ---- | ---- | ---- | ---- | ------------ |
| Biathlon              |      |      |      | ●    | ●    |      |      | ●    |      |      |      | 5            |
| Biegi narciarskie     |      |      |      |      |      | ●    |      | ●    |      | ●    |      | 5            |
| Bobsleje              |      |      |      |      |      |      |      |      |      | ●    |      | 2            |
| Curling               |      |      |      |      |      |      | ●    |      |      |      | ●    | 2            |
| Hokej na lodzie       |      |      |      |      |      |      |      | ●    |      |      | ●    | 4            |
| Kombinacja norweska   |      |      |      | ●    |      |      |      |      |      |      |      | 1            |
| Łyżwiarstwo figurowe  |      |      |      |      | ●    | ●    |      |      |      | ●    |      | 5            |
| Łyżwiarstwo szybkie   |      |      | ●    |      | ●    |      | ●    |      | ●    |      |      | 8            |
| Narciarstwo alpejskie |      |      | ●    | ●    |      | ●    | ●    | ●    | ●    | ●    |      | 9            |
| Narciarstwo dowolne   |      |      |      | ●    |      |      |      |      |      | ●    |      | 4            |
| Saneczkarstwo         |      |      |      | ●    | ●    | ●    |      |      |      |      |      | 4            |
| Short track           |      |      |      |      |      |      | ●    | ●    |      | ●    |      | 5            |
| Skeleton              |      |      |      |      |      |      |      |      |      | ●    |      | 2            |
| Skoki narciarskie     |      |      | ●    |      |      |      |      |      |      | ●    |      | 3            |
| Snowboarding          |      |      |      | ●    |      |      |      |      | ●    |      |      | 4            |
| Złote medale          |      |      | 8    | 10   | 8    | 5    | 8    | 5    | 9    | 8    | 2    | 63           |
| Ceremonie             |      | ●    |      |      |      |      |      |      |      |      | ●    |              |
| Styczeń 2012          | 12 C | 13 P | 14 S | 15 N | 16 P | 17 W | 18 Ś | 19 C | 20 P | 21 S | 22 N |              |

| ● | Ceremonia otwarcia |  | Rozgrywane dyscypliny | ● | Finały | ● | Ceremonia zamknięcia |

## Klasyfikacja medalowa
| Lp. | Kraj              | złoto | srebro | brąz | razem |
| --- | ----------------- | ----- | ------ | ---- | ----- |
| 1   | Niemcy            | 8     | 7      | 2    | 17    |
| 2   | Chiny             | 7     | 4      | 4    | 15    |
| 3   | Austria           | 6     | 4      | 3    | 13    |
| 4   | Korea Południowa  | 6     | 3      | 2    | 11    |
| 5   | Rosja             | 5     | 4      | 7    | 16    |
| 6   | Holandia          | 4     | 1      | 2    | 7     |
| –   | Zespół mieszany   | 3     | 3      | 3    | 9     |
| 7   | Szwajcaria        | 3     | 0      | 5    | 8     |
| 8   | Japonia           | 2     | 5      | 9    | 16    |
| 9   | Norwegia          | 2     | 5      | 2    | 9     |
| 10  | Stany Zjednoczone | 2     | 3      | 3    | 8     |
| 11  | Francja           | 2     | 2      | 5    | 9     |
| 12  | Włochy            | 2     | 2      | 1    | 5     |
| 13  | Finlandia         | 2     | 2      | 0    | 4     |
|     | Szwecja           | 2     | 2      | 0    | 4     |
| 15  | Kanada            | 2     | 1      | 6    | 9     |
| 16  | Słowenia          | 1     | 4      | 2    | 7     |
| 17  | Łotwa             | 1     | 1      | 1    | 3     |
| 18  | Czechy            | 1     | 1      | 0    | 2     |
| 19  | Maroko            | 1     | 0      | 0    | 1     |
|     | Słowacja          | 1     | 0      | 0    | 1     |
| 21  | Estonia           | 0     | 2      | 0    | 2     |
|     | Węgry             | 0     | 2      | 0    | 2     |
| 23  | Kazachstan        | 0     | 1      | 2    | 3     |
| 24  | Belgia            | 0     | 1      | 0    | 1     |
|     | Białoruś          | 0     | 1      | 0    | 1     |
|     | Ukraina           | 0     | 1      | 0    | 1     |
|     | Wielka Brytania   | 0     | 1      | 0    | 1     |
| 28  | Australia         | 0     | 0      | 2    | 2     |
| 29  | Andora            | 0     | 0      | 1    | 1     |
|     | Monako            | 0     | 0      | 1    | 1     |

## Obiekty olimpijskie

### Obiekty sportowe
| Obiekt                           | Położenie        | Rozgrywane dyscypliny                                                          | Pojemność | Źródło |
| -------------------------------- | ---------------- | ------------------------------------------------------------------------------ | --------- | ------ |
| Bergisel                         | Innsbruck        | Ceremonie otwarcia i zamknięcia igrzysk                                        | 28 000    | [ 9 ]  |
| Olympic Sliding Centre Innsbruck | Igls             | Saneczkarstwo, Skeleton, Bobsleje                                              | 1 500     | [ 10 ] |
| Kühtai Ski Resort                | Kühtai           | Skicross (Narciarstwo dowolne), Slopestyle (Snowboard)                         | 1 000     | [ 11 ] |
| Innsbruck Exhibition Centre      | Innsbruck        | Curling                                                                        | 9 260     | [ 12 ] |
| Nordkette Innsbruck              | Innsbruck        | Halfpipe (Narciarstwo dowolne) i (Snowboard)                                   |           | [ 13 ] |
| Patscherkofel Ski Resort         | Patscherkofel    | Narciarstwo alpejskie                                                          |           | [ 14 ] |
| OlympiaWorld Innsbruck           | Innsbruck        | Hokej na lodzie, Short track, Łyżwiarstwo figurowe                             | 7 212     | [ 15 ] |
| Eisschnellaufbahn                | Innsbruck        | Łyżwiarstwo szybkie                                                            | 2 900     | [ 16 ] |
| Seefeld Arena                    | Seefeld in Tirol | Biegi narciarskie, Biathlon, Kombinacja norweska, Skoki narciarskie, Snowcross | 2 500     | [ 17 ] |